# Wahlkreis Neukölln 4
Der Wahlkreis Neukölln 4 ist ein Abgeordnetenhauswahlkreis in Berlin. Er gehört zum Wahlkreisverband Neukölln und umfasst den Ortsteil Britz südlich der Späthstraße und Neuen Späthstraße, östlich der Linie Buschkrugallee/Parchimer Allee/Fritz-Reuter-Allee/Gutschmidtstraße/Severingstraße entlang des Kölner Damms bis zur Bezirksgrenze und nördlich der Linie Friedrich-Kaysler-Weg/Horst-Caspar-Steig/Agnes-Straub-Weg/Neuköllner Straße/Flurweg/Minzeweg/Silberdistelweg.
Der Wahlkreis erhielt zur Abgeordnetenhauswahl 2016 einen neuen Zuschnitt. Bis zur Wahl 2011 umfasste er die Gebiete Buckower Damm, Grüner Weg, Stuthirtenweg und Ringslebenstraße.

## Abgeordnetenhauswahl 2023
Bei der Wahl zum Abgeordnetenhaus von Berlin 2023 traten folgende Kandidaten an:
| Name                              | Partei           | Anteil der Erststimmen | Anteil der Zweitstimmen |
| --------------------------------- | ---------------- | ---------------------- | ----------------------- |
| Christopher Förster               | CDU              | 43,1 %                 | 41,2 %                  |
| Marcel Hopp                       | SPD              | 29,7 %                 | 27,5 %                  |
| Robert Eschricht                  | AfD              | 10,5 %                 | 10,6 %                  |
| Bahar Haghanipour                 | Grüne            | 05,0 %                 | 05,2 %                  |
| Tony Pohl                         | Die Linke        | 04,3 %                 | 04,6 %                  |
| Anna Capone                       | Tierschutzpartei | 03,4 %                 | 02,5 %                  |
| Franz Wittke                      | FDP              | 03,1 %                 | 03,6 %                  |
| Doris Breitenbach                 | dieBasis         | 00,5 %                 | 00,3 %                  |
| Christian Pape                    | Einzelbewerber   | 00,3 %                 | 0–                      |
| Christian Lieberam                | LKR              | 00,1 %                 | 00,1 %                  |
| –                                 | Sonstige         | –                      | 04,4 %                  |
| Wahlberechtigte: 32.448 Einwohner |                  |                        |                         |
| Wahlbeteiligung: 54,2 %           |                  |                        |                         |

## Abgeordnetenhauswahl 2021
Bei der Wahl zum Abgeordnetenhaus von Berlin 2021 traten folgende Kandidaten an:
| Name                              | Partei           | Anteil der Erststimmen | Anteil der Zweitstimmen |
| --------------------------------- | ---------------- | ---------------------- | ----------------------- |
| Marcel Hopp                       | SPD              | 36,1 %                 | 36,3 %                  |
| Christopher Förster               | CDU              | 27,1 %                 | 23,7 %                  |
| Robert Eschricht                  | AfD              | 10,8 %                 | 10,3 %                  |
| Bahar Haghanipour                 | Grüne            | 06,7 %                 | 06,1 %                  |
| Franz Wittke                      | FDP              | 06,5 %                 | 06,4 %                  |
| Tony Pohl                         | Die Linke        | 05,9 %                 | 05,2 %                  |
| Anna Capone                       | Tierschutzpartei | 04,9 %                 | 02,7 %                  |
| Doris Breitenbach                 | dieBasis         | 01,2 %                 | 00,8 %                  |
| Christian Pape                    | Einzelbewerber   | 00,5 %                 | 0–                      |
| Christian Lieberam                | LKR              | 00,3 %                 | 00,1 %                  |
| –                                 | Team Todenhöfer  | –                      | 03,1 %                  |
| –                                 | Die PARTEI       | –                      | 01,0 %                  |
| –                                 | Sonstige         | –                      | 04,3 %                  |
| Wahlberechtigte: 32.909 Einwohner |                  |                        |                         |
| Wahlbeteiligung: 66,9 %           |                  |                        |                         |

## Abgeordnetenhauswahl 2016
Bei der Wahl zum Abgeordnetenhaus von Berlin 2016 traten folgende Kandidaten an:
| Name                              | Partei           | Anteil der Erststimmen | Anteil der Zweitstimmen |
| --------------------------------- | ---------------- | ---------------------- | ----------------------- |
| Derya Çağlar                      | SPD              | 30,7 %                 | 26,6 %                  |
| Christopher Förster               | CDU              | 22,9 %                 | 20,8 %                  |
| Anne Zielisch                     | AfD              | 17,8 %                 | 17,5 %                  |
| Sibylle Stefan                    | Grüne            | 09,4 %                 | 10,3 %                  |
| Jörg Lelickens                    | Die Linke        | 08,0 %                 | 08,8 %                  |
| Gerald Erfurth                    | FDP              | 06,3 %                 | 06,8 %                  |
| Frank Häußermann                  | Die PARTEI       | 02,2 %                 | 01,6 %                  |
| Ricarda Viviane Oneida Zühlke     | Piraten          | 01,8 %                 | 01,4 %                  |
| Gerhard Wehse                     | NPD              | 00,9 %                 | 00,9 %                  |
| –                                 | Tierschutzpartei | 0–                     | 02,5 %                  |
| –                                 | Graue Panther    | 0–                     | 01,3 %                  |
| –                                 | Sonstige         | 0–                     | 01,5 %                  |
| Wahlberechtigte: 30.137 Einwohner |                  |                        |                         |
| Wahlbeteiligung: 63,0 %           |                  |                        |                         |

## Abgeordnetenhauswahl 2011
Bei der Wahl zum Abgeordnetenhaus von Berlin 2011 traten folgende Kandidaten an:
| Name                              | Partei           | Anteil der Erststimmen | Anteil der Zweitstimmen |
| --------------------------------- | ---------------- | ---------------------- | ----------------------- |
| Robbin Juhnke                     | CDU              | 38,2 %                 | 36,9 %                  |
| Anja Hertel                       | SPD              | 34,7 %                 | 28,8 %                  |
| Martin Grafe                      | Grüne            | 11,3 %                 | 11,8 %                  |
| Jill-Pierre Glaser                | NPD              | 04,1 %                 | 03,7 %                  |
| Vincent Streichhahn               | Die Linke        | 03,7 %                 | 03,5 %                  |
| ?                                 | pro Deutschland  | 02,8 %                 | 01,6 %                  |
| Sebastian Kluckert                | FDP              | 02,2 %                 | 02,4 %                  |
| –                                 | Piraten          | –                      | 06,5 %                  |
| –                                 | Tierschutzpartei | –                      | 02,0 %                  |
| –                                 | Die Freiheit     | –                      | 01,1 %                  |
| –                                 | Sonstige         | –                      | 01,7 %                  |
| Wahlberechtigte: 32.381 Einwohner |                  |                        |                         |
| Wahlbeteiligung: 62,5 %           |                  |                        |                         |

## Abgeordnetenhauswahl 2006
Bei der Wahl zum Abgeordnetenhaus von Berlin 2006 traten folgende Kandidaten an:
| Name                              | Partei    | Anteil der Erststimmen |
| --------------------------------- | --------- | ---------------------- |
| Robbin Juhnke                     | CDU       | 39,9 %                 |
| Lars Oeverdieck                   | SPD       | 36,1 %                 |
| Sebastian Kluckert                | FDP       | 11,7 %                 |
| Markus Nitschke                   | Grüne     | 07,7 %                 |
| Christian Posselt                 | Die Linke | 04,5 %                 |
| Wahlberechtigte: 32.186 Einwohner |           |                        |
| Wahlbeteiligung: 62,3 %           |           |                        |

## Abgeordnetenhauswahl 2001
Bei der Abgeordnetenhauswahl in Berlin 2001 traten folgende Kandidaten an:
| Name                              | Partei | Anteil der Erststimmen |
| --------------------------------- | ------ | ---------------------- |
| Alexander Kaczmarek               | CDU    | 42,6 %                 |
| Lars Oeverdieck                   | SPD    | 36,8 %                 |
| Axel Hahn                         | FDP    | 12,0 %                 |
| Detlef Fritz                      | Grüne  | 04,9 %                 |
| Gülaysan Karaaslan                | PDS    | 03,7 %                 |
| Wahlberechtigte: 32.905 Einwohner |        |                        |
| Wahlbeteiligung: 73,2 %           |        |                        |

## Abgeordnetenhauswahl 1999
Bei der Wahl zum Abgeordnetenhaus von Berlin 1999 traten folgende Kandidaten an:
| Name                              | Partei | Anteil der Erststimmen |
| --------------------------------- | ------ | ---------------------- |
| Reinhard Führer                   | CDU    | 60,1 %                 |
| Lars Oeverdieck                   | SPD    | 27,1 %                 |
| Hans Schulze                      | Grüne  | 04,8 %                 |
| Helga Nönning                     | Graue  | 03,1 %                 |
| Max Schumacher                    | PDS    | 03,0 %                 |
| Rainer Bleckmann                  | FDP    | 01,9 %                 |
| Wahlberechtigte: 33.065 Einwohner |        |                        |
| Wahlbeteiligung: 70,0 %           |        |                        |

## Abgeordnetenhauswahl 1995
Der Bezirk Neukölln hatte bei der Abgeordnetenhauswahl 1995 anders als in den Folgejahren nicht sechs, sondern sieben Wahlkreise. Ein direkter Vergleich ist daher nicht möglich.

## Bisherige Abgeordnete
| Jahr | Name                | Partei | Anteil der Erststimmen |
| ---- | ------------------- | ------ | ---------------------- |
| 2023 | Christopher Förster | CDU    | 43,1 %                 |
| 2021 | Marcel Hopp         | SPD    | 36,2 %                 |
| 2016 | Derya Çağlar        | SPD    | 30,7 %                 |
| 2011 | Robbin Juhnke       | CDU    | 38,2 %                 |
| 2006 | Robbin Juhnke       | CDU    | 39,9 %                 |
| 2001 | Alexander Kaczmarek | CDU    | 42,6 %                 |
| 1999 | Reinhard Führer     | CDU    | 60,1 %                 |